# Корчажка
Корчажка — деревня в Мишкинском районе Курганской области. Входит в состав Первомайского сельсовета.

## География
Расположена на берегу реки Миасс в четырёх километрах от центра сельсовета — села Первомайское.

## История
По ревизии 1795 года деревня Корчажская относилась к Воскресенской волости (с центром в селе Воскресенское, ныне Кирово) и насчитывала 116 ревизских душ.
По данным переписи 1926 года состояла из 178 хозяйств. В административном отношении входила в состав Черноярского сельсовета Воскресенского района Челябинского округа Уральской области.
Деревня без постоянного населения с 2004 года, однако там продолжает базироваться сельхозпредприятие, охотничье хозяйство и несколько фермерских хозяйств.

## Население
| 1989 | 2002 | 2010 |
| ---- | ---- | ---- |
| 57   | ↘15  | ↘0   |

По данным переписи 1926 года в деревне проживало 831 человек (395 мужчин и 436 женщин), в том числе: русские составляли 100 % населения.

## Известные уроженцы, жители
- Клещёв, Георгий Васильевич  (1920 — 1989) — советский учёный, доктор физико-математических наук, профессор, участник Великой Отечественной войны.